# قعدان (أرحب)

تعديل مصدري - تعديل

قعدان هي إحدى قرى عزلة زندان بمديرية أرحب التابعة لمحافظة صنعاء، بلغ تعداد سكانها 164 نسمة حسب تعداد اليمن لعام 2004.